# Exocentrus alem-daghensis
Exocentrus alem-daghensis är en skalbaggsart som beskrevs av Stefan von Breuning 1981. Exocentrus alem-daghensis ingår i släktet Exocentrus och familjen långhorningar. Inga underarter finns listade i Catalogue of Life.